# Вокзал для двоих
«Вокзал для двоих» — советская мелодрама 1982 года режиссёра Эльдара Рязанова по сценарию Эмиля Брагинского и Рязанова. Снят Шестым творческим объединением киностудии «Мосфильм». Главные роли исполнили Людмила Гурченко и Олег Басилашвили. В широкий прокат картина вышла 11 февраля 1983 года. Телевизионная премьера фильма состоялась 12 ноября 1988 года по Первой программе ЦТ.
Фильм о столичном музыканте Платоне Рябинине, который волей случая отстал от поезда и оказался в чужом городе без билета, денег и паспорта. В привокзальном ресторане он познакомился с официанткой Верой, ссора с которой постепенно переходит в любовь и резко меняет судьбы обоих. В мае 1983 года лента была показана в конкурсной программе Каннского кинофестиваля. В 1984 году фильм получил приз и почётный диплом Союза чехословацко-советской дружбы на XXXV Кинофестивале трудящихся (ЧССР). В мае 1984 года был признан «лучшим фильмом года» читателями журнала «Советский экран», заняв 1 место в списке лауреатов конкурса. Помимо этого Людмила Гурченко названа «Лучшей актрисой года» за исполнение роли официантки Веры, Олег Басилашвили был назван в числе «Лучших актёров года» за исполнение роли пианиста Платона, а Никита Михалков был назван «Лучшим актёром эпизода» за исполнение роли проводника Андрея.
За создание фильма режиссер удостоен Государственной премии СССР, а Людмила Гурченко — звания народной артистки СССР.

## Сюжет
Морозный зимний вечер. В исправительно-трудовой колонии где-то в Сибири проходит вечерняя поверка. После поверки заключённому Платону Сергеевичу Рябинину (Олег Басилашвили) сообщают, что к нему на свидание приехала жена и сняла комнату в посёлке, расположенном в 10 километрах от колонии, а также ему велят зайти к местному мастеру и забрать аккордеон. Платон не хочет видеть жену, но начальство непреклонно: он имеет право отказаться пойти на свидание, но отказаться выполнить поручение — нет. Его отпускают до утренней поверки, предупредив, что опоздание приравнивается к побегу. По пути в посёлок Платон вспоминает то, что произошло с ним незадолго до осуждения.
…Пианист Платон Рябинин, выглядящий как успешный москвич, едет на поезде Москва — Душанбе в город Грибоедов. На промежуточной станции Заступинск он в числе других пассажиров заходит пообедать в привокзальный ресторан. Комплексный обед оказывается таким омерзительным, что Платон отказывается его есть и решает уйти. Официантка Вера Нефёдова (Людмила Гурченко) требует оплаты, Платон отказывается, в ходе перепалки он не замечает, как его поезд уходит. Заместитель начальника станции обещает посадить Платона на следующий поезд вечером этого же дня. Лейтенант милиции Николаша убеждает Платона, что лучше оплатить обед, так как протокол дороже станет, и Платон вынужден заплатить Вере за несъеденный обед.
С проходящим составом Ташкент — Москва к Вере приезжает её любовник — проводник Андрей. Он привозит два чемодана дынь, чтобы Вера их «реализовала» на местном рынке, и уединяется с ней в купе, попросив Платона постеречь дыни и забрав у него в залог паспорт. Стоянку поезда внезапно сокращают, и Андрей забывает вернуть паспорт Платону и увозит его с собой. Таким образом, без документа Платон не может сесть на следующий поезд и вынужден задержаться и остаться в Заступинске на два дня, пока Андрей на обратном пути не вернёт ему паспорт.
В течение дня Платон и Вера несколько раз пересекаются на вокзале и в конце концов мирятся. После свадебного банкета Вера решает устроить Платону ночлег в гостинице «Интурист», но от дежурной Марины получает отказ. Вечером Вера опаздывает на последний автобус и вынуждена ночевать на вокзале вместе с Платоном, разделив с ним участь и «царский» ужин — доставшиеся ей остатки блюд со свадебного банкета. Ночью вор-карманник вытаскивает у спящего Платона бумажник. Чтобы как-то «перебиться», Платон продаёт на рынке дыни Андрея по спекулятивной цене. Вечером он приглашает Веру в привокзальный ресторан. На ужин он зарабатывает, играя на пианино с великодушного разрешения местного «лабуха» Шурика.
Платон показывает Вере свою жену, ведущую прогноза погоды по телевидению, и рассказывает, как она, управляя автомобилем, насмерть сбила человека, а он взял её вину на себя, сказав, что за рулём сидел он. Теперь Платон ждёт суда, дав подписку о невыезде, а в Грибоедов он поехал тайно, чтобы повидать тяжело больного отца, которого боится не застать в живых после освобождения. Вера во второй раз пытается устроить ночлег для Платона в «Интуристе». Дежурная Юля согласилась, но через некоторое время отказывается, так как из-за плохой погоды привезут группу туристов, летевших в Москву. Ночь Платон и Вера проводят в купе отцепленного вагона, стоящего в депо, вместе.
На следующий день приезжает Андрей и возвращает Платону паспорт. Вера разрывает отношения с Андреем. Между ним и Платоном происходит потасовка, но Андрей улаживает конфликт с милицией и уезжает. Вера покупает Платону билет на поезд. Затем она сообщает, что связалась по телефону с женой Платона (ранее Платон дал ей свой домашний номер), чтобы убедить её не губить жизнь другого человека. Последняя в ответ заявила, что она вообще не умеет водить машину. На перроне Вера и Платон прощаются друг с другом, и Платон уезжает из Заступинска.
…Воспоминание обрывается. В этот же момент Платон приходит в посёлок, забирает из мастерской свой аккордеон и нехотя идёт на свидание со своей женой, но обнаруживает, что к нему приехала не жена, а Вера. Вера накрывает прекрасный ужин. Платон говорит о том, что у них опять неравенство: официантка ехала к пианисту, а приехала к лагерному шнырю. Обоим ясно, что они любят друг друга по-настоящему. Утром ни Платон, ни Вера не слышат звонок будильника, а когда они просыпаются, до начала поверки остаётся всего 1 час 20 минут. Платон вынужден бежать до колонии 10 километров с аккордеоном, а Вера следует за ним. Уже совсем рядом видны лагерный забор и вышки, но от усталости Платон уже не может идти и не успевает к поверке.
Начальству докладывают об отсутствии заключённого Рябинина, и ему уже готовы приписать побег. Тогда Вера просит Платона играть на аккордеоне; на тюремном дворе слышат звуки его инструмента и в итоге засчитывают ему прибытие на утреннюю поверку в назначенное время.

## Съёмочная группа
- Авторы сценария: Эмиль Брагинский, Эльдар Рязанов[1]
- Режиссёр-постановщик: Эльдар Рязанов
- Оператор-постановщик: Вадим Алисов
- Художник-постановщик: Александр Борисов
- Композитор: Андрей Петров
- Звукооператор: Олег Зильберштейн
- Автор текста песни: Эльдар Рязанов

Производство
- Режиссёр: Леонид Черток[1]
- Оператор: Пётр Кузнецов
- Художник по костюмам: Эдит Приеде
- Художники-гримеры: Любовь Куликова, Ирина Морозова
- Монтажёр: Валерия Белова
- Консультант: Николай Гридасов
- Редактор: Любовь Горина
- Музыкальный редактор: Раиса Лукина
- Директор картины: Лазарь Милькис
- Государственный симфонический оркестр кинематографии, дирижёр Сергей Скрипка

## В фильме снимались

### В главных ролях
- Людмила Гурченко — Вера Николаевна Нефёдова, официантка в привокзальном ресторане
- Олег Басилашвили — Платон Сергеевич Рябинин, пианист

### В ролях
- Никита Михалков — Андрей, проводник, любовник Веры
- Нонна Мордюкова — «дядя Миша», перекупщица
- Михаил Кононов — Николаша, лейтенант милиции
- Анастасия Вознесенская — Юля, дежурная в «Интуристе»
- Татьяна Догилева — Марина, дежурная в «Интуристе»
- Ольга Волкова — Виолетта, официантка
- Александр Ширвиндт — Александр Анатольевич (Шурик), пианист в ресторане[8]
- Раиса Этуш — Люда, официантка
- Темурмалик Юнусов — продавец дынь (в титрах как «Темур Юнусов»)
- Станислав Садальский — алкоголик на вокзале
- Нина Палладина — покупательница дынь
- Алла Будницкая — Маша, жена Платона, ведущая прогноза погоды на телевидении
- Виктор Борцов — нетрезвый посетитель ресторана
- Эльдар Рязанов — Иван Кузьмич, заместитель начальника железнодорожной станции (в титрах в качестве актёра не указан)
- Анатолий Скорякин — начальник колонии

## История создания
По одной из версий, история человека, взявшего на себя вину в дорожном происшествии, списана с композитора Микаэла Таривердиева и его возлюбленной, актрисы Людмилы Максаковой. Таривердиев был осуждён на два года лишения свободы, но поскольку следствие, а затем и суд длились два года, композитора освободили по амнистии.
Людмила Максакова излагает свою версию событий, согласно которой за рулём сидел Таривердиев, причём у этого были свидетели.
Но в одном из выпусков передачи «Следствие вели…» была рассказана практически идентичная фильму история, произошедшая в 1972 году в городе Петушки и имевшая куда более криминальный характер, что позволяет утверждать, что именно она послужила основой сюжета.
История с опозданием из увольнения тоже взята из жизни: в 1953 году Ярослава Смелякова, отбывавшего наказание в лагере, отпустили на встречу с друзьями за несколько километров от зоны. Наутро он проспал подъём и не успевал на поверку, так что друзья помогали ему добраться до места.
Фотография покойного мужа «Дяди Миши» на стене — это Вадим Спиридонов в роли Фёдора Савельева из кинофильма «Вечный зов». В фильме использовались один из первых цветных телевизоров фирмы Sony (модель Trinitron KV-1210) и один из первых портативных (переносных) видеомагнитофонов стандарта VHS японской компании JVC (модель HR-4100 EG) с внешним блоком питания AA-P41EG.
В советские времена осуждённый за ДТП со смертельным исходом должен был отбывать срок не в режимной колонии, показанной в фильме, а в колонии-поселении, где ему могли позволить жить с семьёй.

## Съёмки
- Первой снималась финальная сцена, где главные герои бегут по полю к колонии. По словам Людмилы Гурченко, съёмки проходили «где-то в Люберцах» при 28-градусном морозе[14].
- Кадры с прибытием и отправлением поездов сделаны на Рижском вокзале Москвы[3][15], который является тупиковым, хотя по сюжету вокзал транзитный. Ночёвка Платона и Веры в зале ожидания и их разговор перед отъездом Платона были отсняты на Витебском вокзале в Ленинграде[3]. Проход Платона и Веры к стоящему спальному вагону, а также съёмки в нём производились недалеко от Американских мостов и в ремонтно-экипировочном депо Ленинград-Московский (мойка вагона). Многие сцены на перроне, а также проход главной героини по мосту снимались на станции Лосиноостровская. Вагон, в котором главные герои ночевали — вагон фирменного поезда «Экспресс» (в кадре, где идут осмотрщики вагонов, видна надпись «Экспресс»).
- Сцена, где Платон везёт Веру на тележке — Таганская площадь.
- Роль колонии, где Рябинин отбывает срок, сыграла Икшанская воспитательная колония для несовершеннолетних в селе Новое Гришино Дмитровского района Московской области. В деревне Коверьянки того же района находятся дома, где снималось свидание Платона с Верой (один дом снимали с фасада, а в другом проходили интерьерные съёмки)[13].

## Музыка
По уже сложившейся традиции, стихи к заглавной песне написал сам Эльдар Рязанов, но, как это бывало ранее, он не рискнул предложить их композитору Андрею Петрову под своим авторством и «подсунул» их как стихи Давида Самойлова. Мелодия, которую напевает Вера, — это песня «Raindrops Keep Fallin’ on My Head», написанная композитором Бертом Бакараком к фильму «Бутч Кэссиди и Санденс Кид». В Советском Союзе была популярна французская версия песни — «Toute la pluie tombe sur moi» в исполнении Саша́ Дистеля.
«Дядя Миша» демонстрирует видеомагнитофон на записи выступления мозамбикского певца Африка Симона с песней «Hafanana». Затем, на фоне монолога «Дяди Миши», звучит песня группы ABBA «So Long».
Также в фильме использованы фрагменты песен «Яблони в цвету» Евгения Мартынова, «Прощай» Адриано Челентано, «Старинные часы» Раймонда Паулса, «Москва — Одесса» Владимира Высоцкого с ансамблем «Мелодия» под управлением Георгия Гараняна и других.

## Критика
Фильм собрал 35,8 миллионов зрителей за первый год демонстрации. Высказывалось мнение, что Л. Гурченко и О. Басилашвили не привнесли в фильм ничего нового своей игрой и не создали новых образов на экране. По мнению киноведа Александра Фёдорова:
Актёры, опираясь на прежний опыт, не повторяют, а развивают, углубляют найденное ранее, составляя прекрасный дуэт. Их героям веришь, их сказочная любовь оправдана складом характеров, обстоятельствами, нюансами актерского и режиссерского мастерства. «Вокзал для двоих» при всей «камерности» не замыкается рамками любовной истории. Талант авторов картины позволяет им, используя канву городского фольклора, говорить о вещах вполне серьёзных.

## Награды и призы
- 1983:
  - XVI ВКФ в Ленинграде:
    - Приз за женскую роль (Людмила Гурченко)
    - Приз за вклад в развитие советской кинокомедии (Эльдар Рязанов)

  - «Лучший фильм года» и «Лучшая актриса года» по опросу журнала «Советский экран»
- 1984:
  - Приз критики «Варшавская сирена» лучшему зарубежному фильму года в Польше
  - Государственная премия СССР

## Участие в кинофестивалях
- 1983 — МКФ в Каннах (Франция)
- 2000 — Фестиваль русского кино в Онфлёре (Франция)
- 2004 — КФ русских фильмов «Юниверкино» в Нанте (Франция)
- 2007 — Русское кино в кинотеатре «Arlequin» в Париже (Франция)
- 2009 — КФ «Спутник над Польшей» в Варшаве (Польша)
- 2010 — Фестиваль «Русское возрождение» в Сиднее (Австралия)
- 2012 — КФ «Спутник над Польшей» в Варшаве (Польша)